# The New Day (dagblad)
The New Day was een Brits dagblad dat verscheen van 29 februari tot en met 6 mei 2016. De krant was een poging van de Trinity Mirror-groep om een nieuw dagblad in het segment middle-brow voor een overwegend vrouwelijk publiek op te starten en was de eerste nieuwe onafhankelijke courant op de nationale Britse markt sinds de lancering van The Independent in 1986. Er verschenen vijftig edities van The New Day, waarna het dagblad wegens tegenvallende verkoopcijfers werd opgedoekt. De redactie bevond zich in de wolkenkrabber One Canada Square in de Londense wijk Canary Wharf. Hoofdredactrice was Alison Phillips. De slogan van de krant luidde: Life is short, let’s live it well.
De eerste editie van The New Day was gratis; nadien kostte de krant gedurende twee weken 25 pence en vervolgens 50 pence. De doelstelling was een circulatie van 200.000 exemplaren per dag te bereiken, maar tegen het eind van de krant was de oplage tot 40.000 exemplaren gedaald, volgens een andere bron tot 30.000.
Het dagblad telde 25 personeelsleden en de lancering ging gepaard met een mediacampagne van 5 miljoen pond. The New Day had geen uitgesproken politieke oriëntatie; de krant bracht beknopte nieuwsberichten en besteedde veel aandacht aan humaninterestjournalistiek, sport en faits divers. Daarnaast had het dagblad meerdere columnisten, onder wie Yasmin Alibhai-Brown, die bij The Independent ontslagen was nadat deze courant zijn papieren publicatie had opgeheven.
Concurrerende kranten waren van begin af aan kritisch tegenover het nieuwe dagblad. The Guardian voorspelde algauw dat de krant geen lang leven beschoren zou zijn. Een van de oorzaken kan het feit zijn geweest dat The New Day op dezelfde persen als de Daily Mirror werd gedrukt, waardoor de krant in de vroege avond moest worden voorbereid en zodoende de laatste primeurs misliep. Het nieuws van de sluiting veroorzaakte een stijging van 7% in de waarde van de aandelen van Trinity Mirror.
The New Day had geen eigen website, maar was wel in de sociale media vertegenwoordigd.